# Joe Ledley
Joseph Christopher Ledley (Cardiff, 1987. január 23. –) walesi válogatott labdarúgó, aki a Derby County játékosa.

## Sikerei, díjai
- Celtic
  - Skót bajnok: 2011–12, 2012–13, 2013–14
  - Skót kupa: 2013